# Sendagi (metropolitana di Tokyo)
Sendagi (千駄木駅?, Sendagi-eki) è una stazione della metropolitana di Tokyo, si trova a Bunkyō. La stazione è servita dalla linea Chiyoda della Tokyo Metro.

## Struttura
La stazione è costituita da due canne sovrapposte per direzione, ciascuna con un marciapiede e un binario.
| 1 | Linea Chiyoda | per Ōtemachi, Omotesandō, Yoyogi-Uehara e Karakida |
| 2 | Linea Chiyoda | per Ayase, Abiko e Hannō                           |

## Stazioni adiacenti
| «             | Servizio      | »             |
| Linea Chiyoda | Linea Chiyoda | Linea Chiyoda |
| ------------- | ------------- | ------------- |
| Nezu          | -             | Nishi-Nippori |